# Allium amphibolum
Allium amphibolum är en amaryllisväxtart som beskrevs av Carl Friedrich von Ledebour. Allium amphibolum ingår i släktet lökar, och familjen amaryllisväxter. Inga underarter finns listade i Catalogue of Life.